# توني داردن
توني داردن (بالإنجليزية: Tony Darden)‏ هو عداء سريع أمريكي، ولد في 2 سبتمبر 1957.

## روابط خارجية
- توني داردن على موقع الاتحاد الدولي لألعاب القوى (الإنجليزية)